# Пиња колада
Пиња Колада (шп. piña colada) је сладак коктел, на бази рума.
Садржи рум и сокове од кокоса и ананаса помешаних са самлевеним ледом. Као и многи популарни коктели, Пиња Колада има варијације чији рецепти су прилично једноставни.
Чи Чи је идентичан Пиња Колади, једино што се користи вотка уместо рума.

## Порекло
Постоји неколико прича о пореклу овог коктела које су у конфликту једна са другом.
Права Пиња Колада настала је 1957. у „Карибе Хилтон хотелу“ у граду Сан Хуан у Порторику. Њеним творцем се сматра Рамон Монћито Мереро, тадашњи бармен у хотелу.
Према популарној интернет легенди, човек који је измислио Пиња Коладу није са Кариба, већ из Европе. Његово име је Рикардо Гарсија, рођен у Барселони, Шпанији 1914. године у малој соби изнад ресторана његовог деде.
Буквално рођен у бизнису угоститељства, Рикардо је направио своје прво алкохолно пиће са 4 године, када се ушуњао иза шанка свог деде. Иако је рекао да је строго кажњен за то, он је знао да је открио чиме жели да се бави у животу. Господин Гарсија је на крају постао власник два најбоља ресторана у Барселони, а његов успех му је донео многа богатства и постао је позната личност.

## Поп култура
Пиња Колада је познато по томе што је званично пиће Порторика.
Овај коктел је постао популаран после песме "Ескејп - Песма о Пиња Колади", хит чији је аутор Руперт Холмс. Такође је Пиња Колада споменута у хиту "Дредлок Холидеј" 1978. године.
Гарт Брукс пева о "Две Пиња Коладе" у хит песми из његовог албума Севенс.
Пиња Колада се помиње у песми "Funk You" на албуму Fredhead групе Right Said Fred.

## Галерија
- Пиња колада црвене боје
- Пиња колада са лимуном
- Пиња колада у кори ананаса